# 若槻禮次郎
若槻 礼次郎（わかつき れいじろう、旧字体：若槻 禮次󠄁郞、1866年3月21日〈慶応2年2月5日〉- 1949年〈昭和24年〉11月20日）は、日本の大蔵官僚、政治家。栄典は正二位勲一等男爵。旧姓は奥村。幼名は源之丞。号は克堂。
貴族院議員、大蔵大臣（第18・20代）、内務大臣（第41・42代）、内閣総理大臣（第25・28代）、拓務大臣（第4代）、憲政会総裁（第2代)、立憲民政党総裁（第2代）を歴任した。

## 生涯

### 生い立ち
松江藩の下級武士（足軽）奥村仙三郎、クラの次男として生まれる。
実母・クラは禮次郎が3歳のころに急死した。このころ、長男の譲は、父・仙三郎とともに藩命で京都に近い淀川沿いの山崎で勤務をしていたので、奥村家では11歳の姉・イワが禮次郎の世話をしながら内職をし、かつ留守番を務めた。
奥村家は足軽の中でも格式の低い家で、雑賀町の中心部に家を構えることもできず、場末ともいうべき外れの方の借家に住んでいたが、礼次郎が生まれてから間もなく父・仙三郎は西田中という所に小さな家を新築した。
奥村家は極めて貧乏だったため、内職のようなことをして、ようやく生活していた。幼少のころはまだ士族に帯刀の慣習が残っており、礼次郎は木刀1本を腰に差して寺子屋に通った。
小学校を出ると漢学塾へ通うが、1年後にやめて教員伝習校内変則中学科（現・島根県立松江北高等学校）に入る。しかし家が貧乏で学資が続かず、在学8か月か9か月で中学を辞め、しばらくは山へ薪を取りに行ったり、家事の手伝いをした。
16歳のころから3年ほど、小学校の代用教員をする。明治15年（1883年）、陸軍士官学校の生徒募集があった。官費で学資がいらないということから受験したが、体格検査で不合格となる。
翌明治16年（1884年）、司法省法学校が官費で生徒を募集することを知り飛び立つ思いであったが、上京する費用がなかったので、能義郡長をしていた叔父・若槻敬に相談し、30円の金を借りて、同年7月ごろ、数えで19の年に松江を出た。

### 学生時代
東京では大学予備門に通っていた岸清一（のち法学博士）の下宿へ転がり込んだ。岸とは血のつながりはないが、近い親戚であった。やがて狭い下宿を見つけて、そこへ移った。
司法省法学校の入学試験は『論語』『孟子』の解釈と、『資治通鑑』の白文訓点の2課目だった。礼次郎は定員50名に対して受験者約1,500名という狭き門を突破して同校予科へ進学した。織田萬などが同期の入学であった。在学中に前述の叔父・敬の養子となり、若槻姓となる。
明治25年（1892年）7月、帝国大学法科を98点5分という驚異的な成績を残し、首席で卒業した。同期に、後に司法大臣、鉄道大臣を歴任した政党政治家・小川平吉、数期にわたり内務大臣を務めた官僚政治家・水野錬太郎、常設国際司法裁判所所長・安達峰一郎らがいる。若槻は、法学校でも帝国大学でも常に首席であった。荒井賢太郎と安達峰一郎とが彼の次席を争っていた。

### 大蔵省時代
若槻は大蔵省に入り、主税局長、次官を歴任する。この間、帝大時代の師である同郷の梅謙次郎のもとで、和仏法律学校・法政大学の民法・租税法講師を務め、政界入り後も理事や顧問に就任している。大正元年（1912年）、第3次桂内閣で大蔵大臣、大正3年（1914年）から同4年（1915年）まで第2次大隈内閣で再度大蔵大臣を務めた。大正5年（1916年）、加藤高明らの憲政会結成に参加して副総裁となる。大正13年（1924年）、加藤内閣で内務大臣となり、翌年、普通選挙法と治安維持法を成立させる。

### 第1次若槻内閣

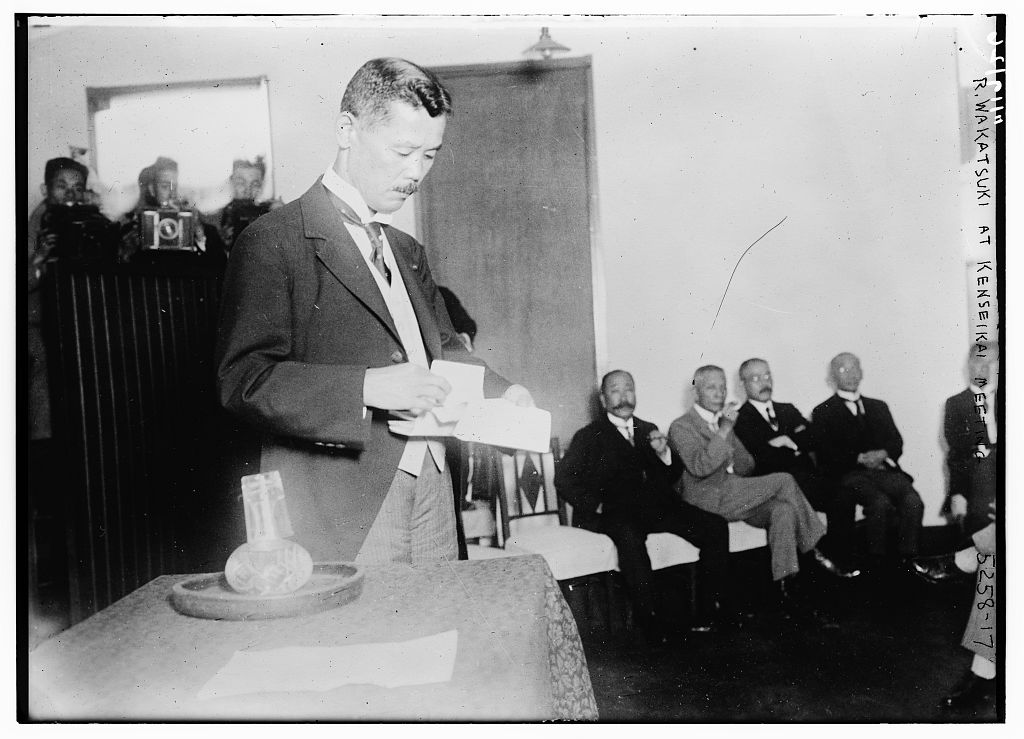
憲政会の会合にて

加藤高明が首相在職中に死去したため、憲政会総裁として内相を兼任し組閣する。この第1次内閣の時期には左派政党で一種、社会主義的な「無産政党」が数多く結成された。
大正15年（1926年）12月25日に大正天皇が崩御し、その日のうちに昭和と改元された。明けて昭和2年（1927年）1月、少数与党で臨んだ第52回帝国議会冒頭で、おりからの「朴烈事件」と「松島遊郭事件」に関して、野党が若槻内閣弾劾上奏案を提出した。若槻は立憲政友会総裁・田中義一と政友本党総裁・床次竹二郎を待合に招いて、「新帝践祚のおり、予算案だけはなんとしても成立させたいが、上奏案が出ている限りどうしようもない。引っ込めてくれさえすれば、こちらとしてもいろいろ考えるから」と持ちかけた。野党はこの妥協を承諾、「予算成立の暁には政府に於いても深甚なる考慮をなすべし」という語句を含んだ文書にして3人で署名した。「深甚なる考慮」は内閣退陣を暗示し、予算案成立と引き換えに若槻内閣は退陣し、憲政の常道に基づき野党政友会が組閣の大命を受けるよう取り計らうことを意味する。これで若槻は議会を乗り切ったが、予算が通っても一向に総辞職の気配を見せなかったことから、野党は合意文書を公開、「若槻は嘘つき総理である」と攻撃した。このため謹厳実直な能吏のはずの若槻禮次郎は「ウソツキ禮次郎」と呼ばれる羽目になった。
また帝国議会終盤の3月14日、衆議院予算委員会で大蔵大臣・片岡直温は野党の執拗な追及に対し、次官から差し入れられた書付に基づき「現に今日正午頃に於て渡辺銀行が到頭破綻を致しました」と発言する。実際には東京渡辺銀行は金策にすでに成功していたが、この発言で預金者が殺到し、休業に追い込まれてしまう。これにより昭和金融恐慌が勃発した。
大戦景気のあと不景気に悩まされていた銀行や成金たちは、ここで一気に倒産の憂き目に会うこととなる。特に台湾銀行は成金企業の鈴木商店と深い結びつきを持っていたが、台湾銀行が債権回収不能に陥り、休業すると同時に鈴木商店も倒産し、これは恐慌の象徴的事件ともいえる。台湾銀行の回収不能債権のうち8割近くが鈴木商店のものだったという。
若槻内閣は日銀に特融を実施させて経済的混乱の収拾を図るために、台湾銀行救済緊急勅令案の発布を諮るが、枢密院は、本来帝国議会で救済法案を可決して対応すべきところ、勅令による手続きは憲法違反であるとして否決してしまう。政策実行不能と考えた若槻は4月20日に内閣総辞職し、政友会の田中義一に組閣の大命が下ることとなる。

### 第2次若槻内閣

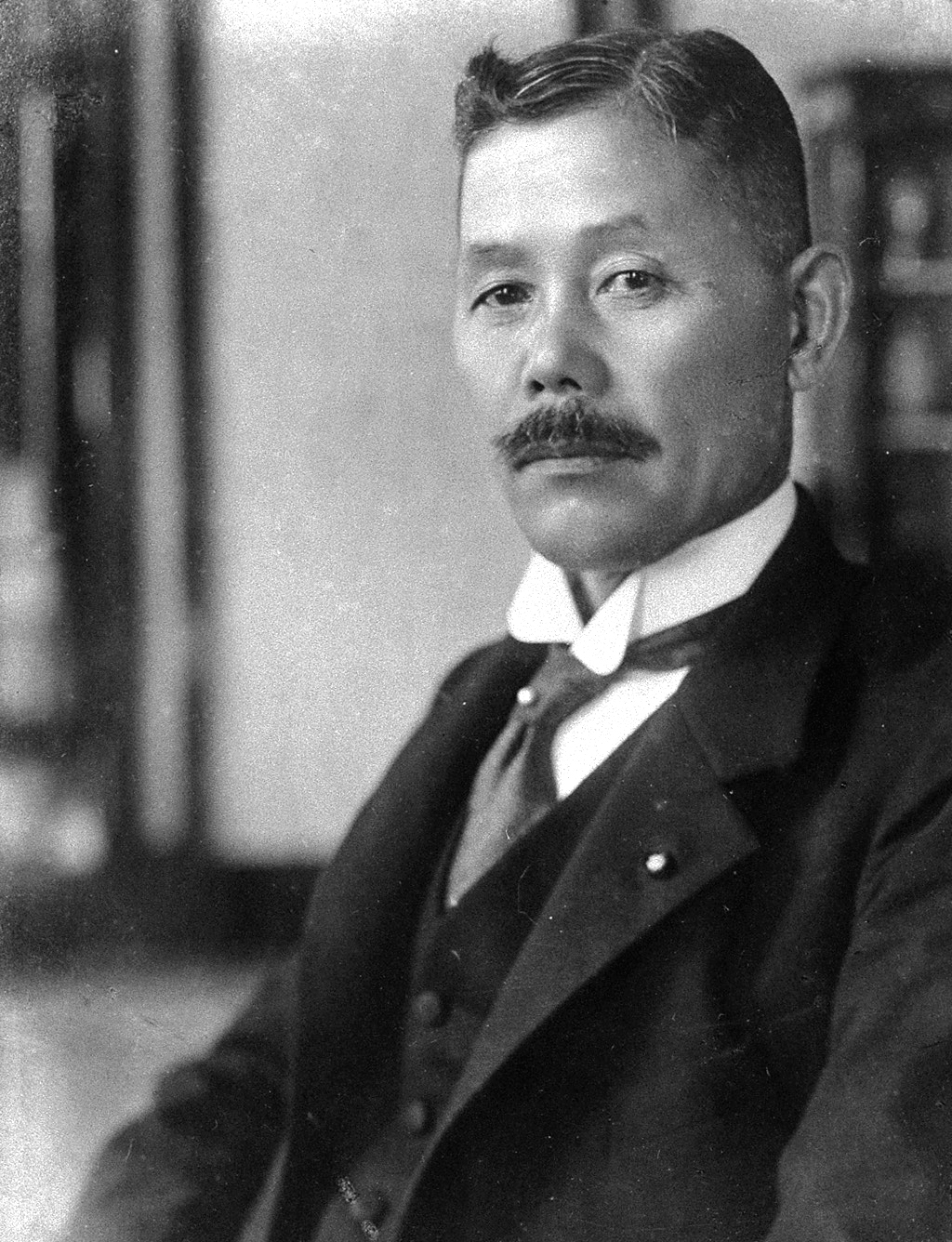
政治家時代の若槻

次に若槻が内閣を組織するのは昭和6年（1931年）4月のことである。憲政会はそのとき立憲民政党となっていた。世界大恐慌と濱口内閣の緊縮政策により深刻な不景気を迎えていた国内では「満蒙（満州とモンゴル）は日本の生命線」とまで言われるようになっていたが、満州は蔣介石の北伐の完成により条約上の危機に瀕していた（中華民国蔣介石政府は1928年7月19日に日清通商航海条約の一方的破棄を宣言しており、日本政府はその無効を主張していた。さらに懲弁国賊条例により間島や満州各地の朝鮮系を中心とした日本人居住者は立ち退きを強要され、あるいは迫害されていた）。9月18日には柳条湖事件を契機とした満州事変が発生し、若槻の不拡大方針は国民、軍部への指導力を発揮することができず、ついには内務大臣・安達謙蔵が「挙国一致」を訴えたため、閣僚にも見放された状態で12月には閣内不一致による総辞職となった。

### 重臣時代・戦後
その後、若槻は首相経験者の立場で政治に参画し、重臣会議のメンバーにもなった。重臣グループでは岡田啓介とともに和平派・穏健派の中心人物であり、昭和天皇からの信任もきわめて厚かった。昭和10年代前半に次期内大臣という声があったが、民政党の色が強いということで実現しなかった。
昭和16年（1941年）には、東條英機を次期首相として奏薦した重臣会議において、宇垣一成を次期首相に推し、論争を繰り広げている。戦争末期には重臣の一人として終戦工作に関与した。昭和19年（1944年）には、重臣会議に出席した東條を戦時経済遂行の面で激しく論難、東條の面目を失墜させ、東條内閣倒閣に重要な役割を果たした。
昭和20年（1945年）1月15日には老年を理由に特旨を以て宮中杖を許される。また、同年には鈴木貫太郎内閣の奏薦やポツダム宣言受諾などに大きく関わった。
戦後、東京裁判の首席検察官を務めたジョセフ・キーナンは昭和23年（1948年）10月に若槻、岡田、宇垣、米内光政の4人を「戦前を代表する平和主義者」と称え、パーティーに招待している。
若槻は、それから約1年後の昭和24年（1949年）11月20日、狭心症で倒れ、静岡県伊東市の別邸で死去。享年83（満）。なお、この別邸は後に、温泉旅館や日帰り温泉施設として数度のリニューアルを経つつ運営されていたが、2016年以降は空き家の状態で管理されている。墓所は染井霊園。

## 人物

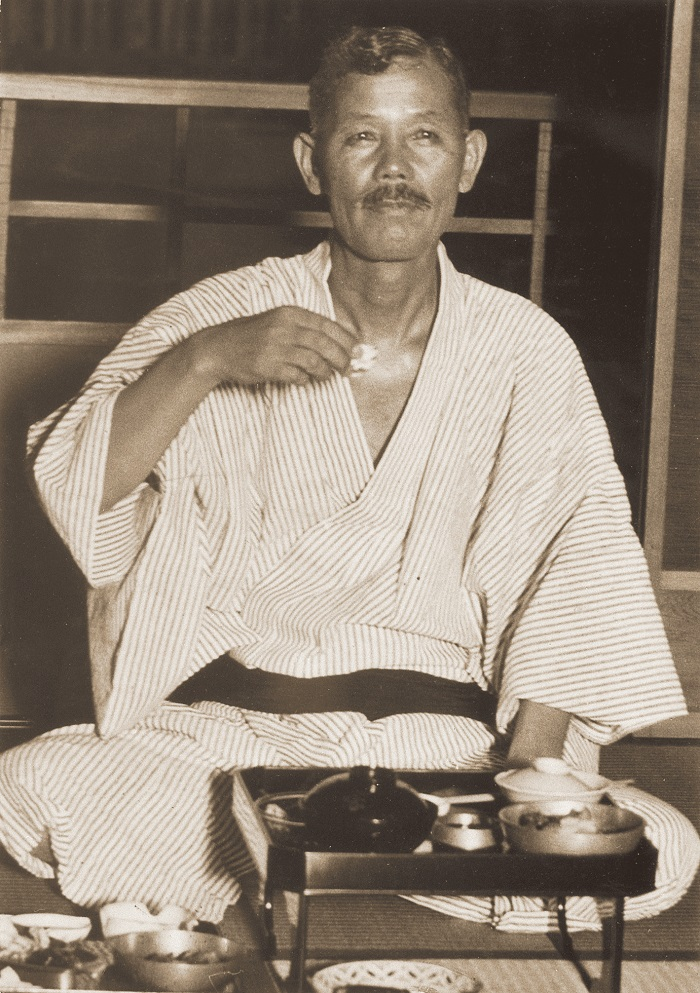
浴衣姿でくつろぎ、酒を呑む若槻（1930年）

- 若槻は事務能力に秀でた政治家であった。矢田挿雲は｢私生活の話のうちに、毎晩12時頃帰宅して熱燗を一本傾けながら百本以上の私信を処理し『我が妻よ、御身もし余を愛するならば、余に話しかけて余の仕事を妨ぐる勿れ』と箝口令を発布する由が出て居た。…非常に事務的な正覚坊と謂ひ得る｣[7]と書いている。
- 1926年2月14日に若槻は西園寺公望を訪問したが、面会後の西園寺による感想について松本剛吉の記録によると、「彼の男は桂の次官をした男故、妥協で議会を切り抜ける位は上手だろうが、後は言わぬ方が宜しいだろうと言われたり」、松本は西園寺の話は若槻が首相の器に非ずと解釈した[8]。稀に見る能吏で見識も高いが、理想の為に物事を粘り強く成し遂げる腕力や胆力に欠ける、という評価が若槻には常に付いて回った。
- 息子の有格は雑誌『民政』の記者に、父について「今日は平生より可成り酔ってゐるやうだな、と思って時に何か緊急な用事……先づ政治上の用向なんぞが出来ますと、今まで酔って居たのが拭き取ってゞも了（しま）ったやうに、しらふに成って了って態度も言葉も又容貌も、丸で一滴も飲まない時に返って其用件を片付けます。然うしてその用が済むと又面上に酔が浮かんで陶然とした容子（）になるのです」と語っている[9]。

## 年譜

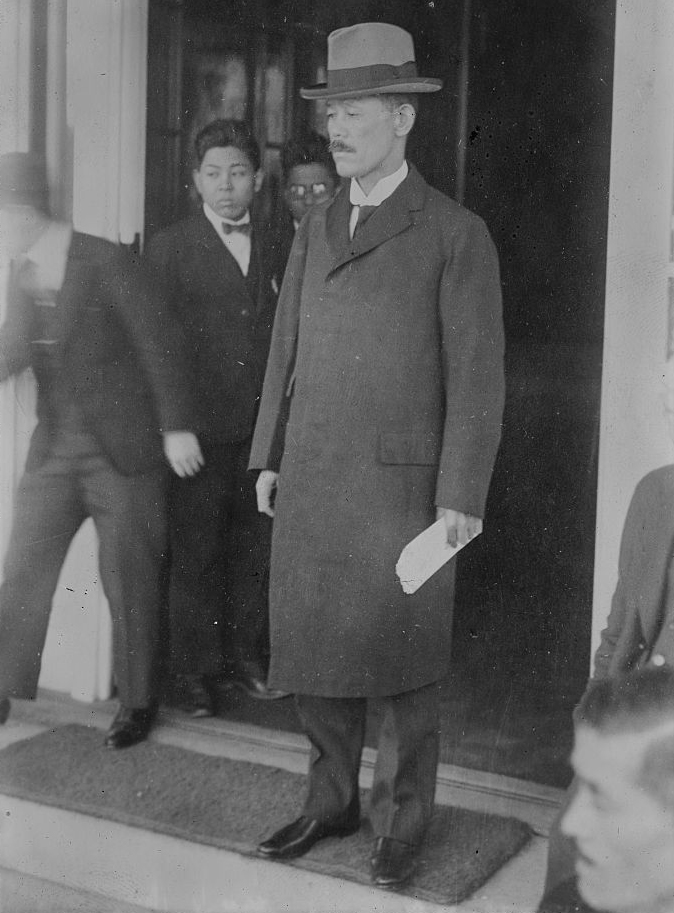
ソフト帽と外套を着用

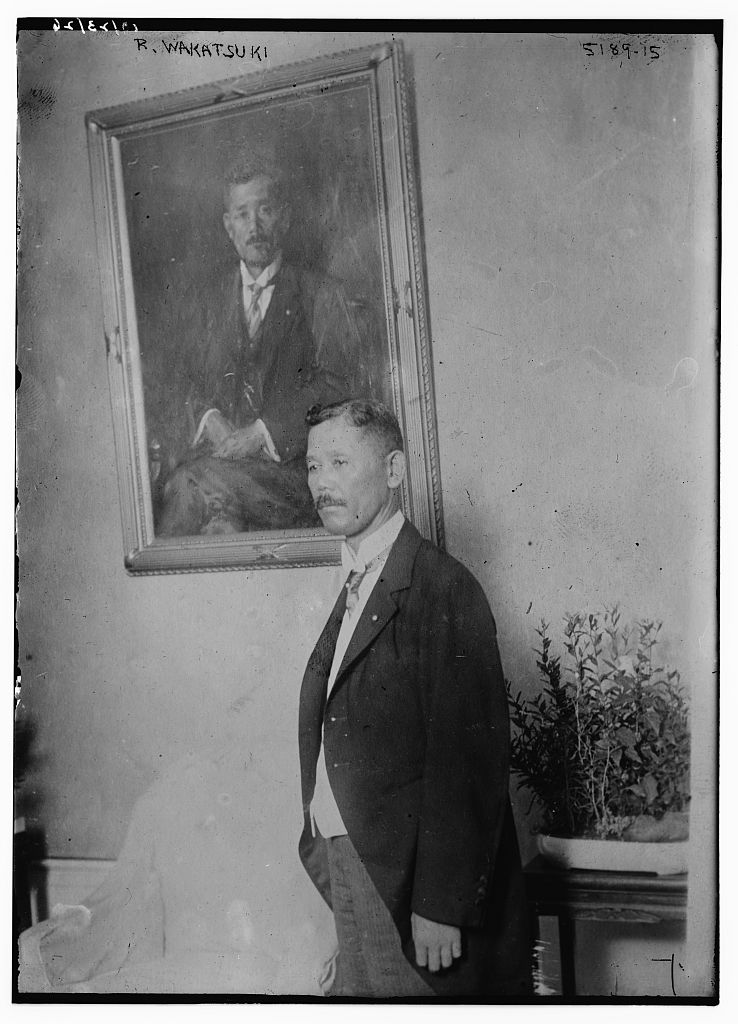
自身の肖像画の前で

- 1866年2月5日 - 出雲国松江雑賀町に生まれる。実父・奥村仙三郎は松江藩の足軽。
- 1877年6月 - 雑賀南小学校（現・松江市立雑賀小学校）尋常科卒業。翌年9月、高等科卒業。
- 教員伝習校内変則中学科（現・島根県立松江北高等学校）中退。
- 1881年4月 - 島根県八束郡玉湯村大谷村小学校代用教員となる。翌年兄の紹介で簸川郡大津小学校に転ず。
- 1884年9月 - 司法省法学校の私費生として入学。
- 1886年1月 - 叔父・若槻敬の養子となる。
- 1891年7月 - 養父の長女で従妹にあたる徳子と結婚。
- 1892年7月 - 帝国大学法科大学仏法科（現在の東京大学法学部）を首席（98点5分の成績）で卒業。大蔵省入省、試補（見習）。
- 1894年3月 - 愛媛県収税長として松山市に赴任、高等官七等。
- 1898年11月 - 大蔵省主税局内国税課長。政府委員。
- 1904年10月 - 主税局長兼行政裁判所評定官。
- 1906年1月 - 第一次西園寺内閣の阪谷芳郎大蔵大臣の下の大蔵次官となる。
- 1907年4月 - 政府財政委員としてロンドンおよびパリに駐在。
- 1908年7月 - 第二次桂内閣の桂首相兼蔵相の下の大蔵次官に再任され、就任のためロンドンから帰朝。
- 1911年
  - 8月24日 - 貴族院勅選議員となる[10]。
  - 9月6日 - 大蔵次官辞任。
- 1912年
  - 6月29日 - 錦鶏間祗候となる[11]。
  - 12月 - 第三次桂内閣で大蔵大臣に就任。
- 1913年2月 - 立憲同志会入党。
- 1914年4月 - 第二次大隈内閣で大蔵大臣に再任。
- 1916年10月 - 憲政会設立に参加、副総裁。
- 1924年6月 - 加藤内閣で内務大臣に就任。
- 1925年3月 - 普通選挙法案両院協議会を経て成立。
- 1926年1月 - 加藤首相死去のあとを受けて憲政会総裁に就任、大命降下。第一次若槻内閣成立。
- 1927年4月 - 第一次若槻内閣総辞職。
- 1930年1月 - ロンドン海軍軍縮会議に首席全権として出席。
- 1931年4月 - 濱口首相の容体悪化退陣のあとを受けて立憲民政党総裁に就任、二度目の大命降下。第二次若槻内閣成立。男爵受爵。12月第二次若槻内閣総辞職。
- 1934年7月 - 民政党総裁を退任。
- 1945年
  - 5月 - ドイツの降伏時、鈴木首相に休戦を進言。
  - 8月、ポツダム宣言受諾を決定する重臣会議に出席。
- 1946年6月 - 東京裁判の証人に立つ。
- 1948年10月 - 東京裁判のジョセフ・キーナン首席検事に宇垣一成、岡田啓介、米内光政と共に招待される。
- 1949年11月20日 - 静岡県伊東市で狭心症により死去。

## 栄典・授章・授賞
位階
- 1894年（明治27年）4月30日 - 従七位[12]
- 1896年（明治29年）5月30日 - 正七位[13]
- 1898年（明治31年）5月30日 - 従六位[14]
- 1900年（明治33年）12月25日 - 正六位[15]
- 1902年（明治35年）12月27日 - 従五位[16]
- 1905年（明治38年）1月31日 - 正五位[17]
- 1908年（明治41年）2月29日 - 従四位[18]
- 1911年（明治44年）9月30日 - 正四位[19]
- 1924年（大正13年）12月27日 - 従三位[20]
- 1931年（昭和6年）4月16日 - 正三位[21]
- 1942年（昭和17年）5月1日 - 従二位[22]
- 1949年（昭和24年）11月20日 - 正二位

爵位
- 1931年（昭和6年）4月11日 - 男爵[23]

勲章など
| 受章年                     | 略綬 | 勲章名                   | 備考 |
| -------------------------- | ---- | ------------------------ | ---- |
| 1900年（明治33年）9月28日  |      | 勲六等単光旭日章         |      |
| 1902年（明治35年）12月28日 |      | 勲五等瑞宝章             |      |
| 1906年（明治39年）4月1日   |      | 勲二等旭日重光章         |      |
| 1911年（明治44年）8月24日  |      | 勲一等瑞宝章             |      |
| 1915年（大正4年）11月10日  |      | 大礼記念章（大正）       |      |
| 1916年（大正5年）7月14日   |      | 勲一等旭日大綬章         |      |
| 1918年（大正7年）5月23日   |      | 金盃一組                 |      |
| 1928年（昭和3年）11月10日  |      | 勲一等旭日桐花大綬章     |      |
| 1928年（昭和3年）11月10日  |      | 金杯一個                 |      |
| 1930年（昭和5年）12月5日   |      | 帝都復興記念章           |      |
| 1940年（昭和15年）8月15日  |      | 紀元二千六百年祝典記念章 |      |
| 1945年（昭和20年）1月15日  |      | 御紋付木杯               |      |

外国勲章佩用允許
| 受章年                    | 国籍     | 略綬 | 勲章名       | 備考 |
| ------------------------- | -------- | ---- | ------------ | ---- |
| 1907年（明治40年）6月13日 | 大韓帝国 |      | 勲一等八卦章 |      |
| 1909年（明治42年）7月8日  | 大韓帝国 |      | 勲一等太極章 |      |

顕彰
- 1958年（昭和33年）5月3日、松江市の名誉市民となる。
- 1962年（昭和37年）11月、島根県庁庭園に銅像が建立される。
- 1991年（平成3年）2月、生誕地に石碑が建立される。
- 2017年（平成29年）9月1日、松江市雑賀地区にまつわる偉人を顕彰する「松江先人記念館」が開館。

## 著作
- 『勤倹奨励に就て』教化団体聯合会〈教化資料 第5輯〉、1924年9月。 NCID BA65034486。全国書誌番号:43031782。
- 『余沢集』若槻礼次郎、1926年6月。 NCID BA78921783。全国書誌番号:43041358 全国書誌番号:52009220。
- 『国民に訴ふ』改造社、1927年3月。 NCID BN15505946。全国書誌番号:44010361。
- 『朝見式の勅語を拝して所感を述ぶ』日本放送協会関東支部、1927年2月。全国書誌番号:44025644。
- 『憲政会内閣の政策』憲政宣伝社〈憲政政策叢書〉、1927年2月。全国書誌番号:44021351。
- 『ロンドン会議の真相 若槻全権報告演説』朝日新聞社〈朝日民衆講座 第19輯〉、1930年7月。 NCID BA66369639。全国書誌番号:44021049。
- 『欧洲に使して』実業之日本社、1931年5月。 NCID BA36163496。全国書誌番号:46079463。
- 『破壊の政友か建設の民政か』春秋社、1932年2月。 NCID BA86355615。全国書誌番号:72011041。
- 『海岳集』若槻礼次郎、1935年9月。 NCID BA4129445X。全国書誌番号:46081132。
- 『古風庵回顧録 明治、大正、昭和政界秘史 若槻礼次郎自伝』読売新聞社、1950年3月。 NCID BN00908406。全国書誌番号:50002109。
  - 『古風庵回顧録』（改訂版）読売新聞社、1975年5月。 NCID BN09769568。全国書誌番号:73008919。
  - 『明治・大正・昭和政界秘史 古風庵回顧録』講談社〈講談社学術文庫〉、1983年10月。ISBN 9784061586192。 NCID BN0230212X。全国書誌番号:84010194。
- 『男爵若槻礼次郎談話速記』広瀬順晧監修・編集、ゆまに書房〈近代未刊史料叢書 1 政治談話速記録 憲政史編纂会旧蔵 第8巻〉、1999年3月。ISBN 9784897145976。 NCID BA42014515。全国書誌番号:99087008。

### 校閲
- 三羽則文『英清文対照 印紙税法正解』三羽則文、1899年12月。 NCID BA83423388。全国書誌番号:40024492。
- 江角蔵次郎『新案法理図解民法法典』有斐閣、1901年7月。 NCID BN05404920。全国書誌番号:40025771。

## 家族・親族

### 奥村家
若槻礼次郎著『古風庵回顧録』によれば、｢この奥村の家は、家族の続柄が非常に複雑であった。戸主が二人の男の児を残して死んだ。軽輩の足軽でも、僅かながら禄を貰っている。しかし戸主が死んで、相当な年配の子供がないと、禄を取り上げられてしまう。それで私の実父が、その未亡人の所へ聟入りし、家を継いだ。そしてその間に、私の姉と私と二人の子供が生まれた。ところが私の実母は、私の三つの時に亡くなり、父は後添えの妻を貰った。幼年の私は、専らこの継母と年上の姉に育てられた。父違いの兄たちは、十以上も歳が違う。私は実母の顔を覚えていない。｣という。
- 父・仙三郎（松江藩の足軽）
  - 真面目な努力家であるほかに酒豪としても聞こえていた。明治35年（1902年）10月没[2]。
- 実母・クラ（袖山庄右衛門の娘）
  - クラは奥村柳右衛門の後妻であった。柳右衛門との間に譲を生み、柳右衛門の死後、養子にきた仙三郎との間にイワと礼次郎を生んだ[36]。
- 継母・ヤオ（樋口廉蔵の娘）
  - 岸清一は幼いころ、奥村家に遊びに行ってヤオに叱られたこともあったらしく、後年、次のように回顧している。「ヤオという人は私の母の妹といわれていたが、頭がいいかどうかは疑問があるが、ともかくやかましい叔母であった、ということを記憶している」[37]。
- 姉・イワ
- 兄・譲（ゆずる、松江・雑賀小学校2代目校長）
  - 同妻・テツ（法学博士、IOC委員、大日本体育協会会長・岸清一の姉[36]） - ヤオの姪

### 若槻家
- 祖父・待齢（たいれい）
  - 養父敬の養父待齢は近在に聞こえた大酒家であった。その人となりはきわめて硬骨漢であり、けっして自分の信念を曲げない人間であったが、その酒豪ぶりをみていたトク子（徳子）は、｢礼次郎があのような大酒家になっては困る…｣とそれを心配していた。この待齢というトク子の祖父はかなり変わった人間で、ある時、養子の敬が勉強するところへきて、手にした鉄瓶の中の熱湯を敬の膝頭に注いだ。父のやり方を知っている敬は黙々としてその熱さに耐え、読書をつづけたので待齢（たいれい）は｢やはり敬はわしが見込んだだけある。将来はエラブツになるじゃろう｣とうなずいたという[38]。
- 父・敬 - 礼次郎の実母クラの弟
  - 敬は学問もよくできて旧藩時代から藩庁に出仕を命ぜられ、維新以降は島根県の官吏として能義郡、大原郡、八束郡などの郡長を歴任した。漢学、書道などに優れ、礼次郎は後に養父敬の文章、書などを集めた『槻隠遺稿』という追悼録を編集している[39]。
- 母・ナミ子
- 従妹・妻・徳子（とくこ、若槻敬の長女）
- 長男・有格（実業家）
- 長女・繁子（田原和男の妻）
  - 孫娘・隆子（日本銀行総裁・森永貞一郎の妻[40]）

### 系図
（奥村家）
|  |  | 奥村柳右衛門 |          |          |          |          |          |  |  |            |        |        |        |        |        |  |  |  |  |
|  |  |              |          |          |          |          |          |  |  | 奥村譲     |        |        |        |        |        |  |  |  |  |
|  |  |              |          |          |          |          |          |  |  |            |        |        |        |        |        |  |  |  |  |
|  |  | クラ         |          |          |          |          |          |  |  |            |        |        |        |        |        |  |  |  |  |
|  |  |              |          |          |          |          |          |  |  |            |        |        |        |        |        |  |  |  |  |
|  |  |              |          |          |          |          |          |  |  | イワ       |        |        |        |        |        |  |  |  |  |
|  |  |              |          |          |          |          |          |  |  |            |        |        |        |        |        |  |  |  |  |
|  |  | 奥村仙三郎   |          |          |          |          |          |  |  |            |        |        |        |        |        |  |  |  |  |
|  |  |              |          |          |          |          |          |  |  | 若槻禮次郎 |        |        |        |        |        |  |  |  |  |
|  |  |              |          |          |          |          |          |  |  |            |        |        |        |        |        |  |  |  |  |
|  |  | ヤオ         |          |          |          |          |          |  |  |            |        |        |        |        |        |  |  |  |  |
|  |  |              |          |          |          |          |          |  |  |            |        |        |        |        |        |  |  |  |  |
|  |  |              |          |          |          |          |          |  |  |            |        |        |        |        |        |  |  |  |  |
|  |  |              |          |          |          |          |          |  |  |            |        |        |        |        |        |  |  |  |  |
|  |  | ヤオの姉     | ヤオの姉 | ヤオの姉 | ヤオの姉 | ヤオの姉 | ヤオの姉 |  |  | テツ       | テツ   | テツ   | テツ   | テツ   | テツ   |  |  |  |  |
|  |  | ヤオの姉     | ヤオの姉 | ヤオの姉 | ヤオの姉 | ヤオの姉 | ヤオの姉 |  |  | テツ       | テツ   | テツ   | テツ   | テツ   | テツ   |  |  |  |  |
|  |  |              |          |          |          |          |          |  |  |            |        |        |        |        |        |  |  |  |  |
|  |  |              |          |          |          |          |          |  |  |            |        |        |        |        |        |  |  |  |  |
|  |  | 岸伴平       | 岸伴平   | 岸伴平   | 岸伴平   | 岸伴平   | 岸伴平   |  |  | 岸清一     | 岸清一 | 岸清一 | 岸清一 | 岸清一 | 岸清一 |  |  |  |  |
|  |  | 岸伴平       | 岸伴平   | 岸伴平   | 岸伴平   | 岸伴平   | 岸伴平   |  |  | 岸清一     | 岸清一 | 岸清一 | 岸清一 | 岸清一 | 岸清一 |  |  |  |  |

（若槻家）
|              |              |              |              |              |              |  |  | 奥村仙三郎 |        |        |        |        |        |  |  |            |            |            |            |            |            |  |  |          |          |          |          |          |          |  |  |            |          |          |          |          |          |
|              |              |              |              |              |              |  |  |            |        |        |        |        |        |  |  | 児玉要助   | 児玉要助   | 児玉要助   | 児玉要助   | 児玉要助   | 児玉要助   |  |  | 峰       | 峰       | 峰       | 峰       | 峰       | 峰       |  |  | 若槻寛義   | 若槻寛義 | 若槻寛義 | 若槻寛義 | 若槻寛義 | 若槻寛義 |
|              |              |              |              |              |              |  |  |            |        |        |        |        |        |  |  | 児玉要助   | 児玉要助   | 児玉要助   | 児玉要助   | 児玉要助   | 児玉要助   |  |  | 峰       | 峰       | 峰       | 峰       | 峰       | 峰       |  |  | 若槻寛義   | 若槻寛義 | 若槻寛義 | 若槻寛義 | 若槻寛義 | 若槻寛義 |
|              |              |              |              |              |              |  |  | クラ       |        |        |        |        |        |  |  |            |            |            |            |            |            |  |  |          |          |          |          |          |          |  |  |            |          |          |          |          |          |
|              |              |              |              |              |              |  |  |            |        |        |        |        |        |  |  |            |            |            |            |            |            |  |  |          |          |          |          |          |          |  |  |            |          |          |          |          |          |
| 袖山庄右衛門 | 袖山庄右衛門 | 袖山庄右衛門 | 袖山庄右衛門 | 袖山庄右衛門 | 袖山庄右衛門 |  |  |            |        |        |        |        |        |  |  | 若槻禮次郎 | 若槻禮次郎 | 若槻禮次郎 | 若槻禮次郎 | 若槻禮次郎 | 若槻禮次郎 |  |  | 若槻有格 | 若槻有格 | 若槻有格 | 若槻有格 | 若槻有格 | 若槻有格 |  |  | 若槻信成   | 若槻信成 | 若槻信成 | 若槻信成 | 若槻信成 | 若槻信成 |
| 袖山庄右衛門 | 袖山庄右衛門 | 袖山庄右衛門 | 袖山庄右衛門 | 袖山庄右衛門 | 袖山庄右衛門 |  |  |            |        |        |        |        |        |  |  | 若槻禮次郎 | 若槻禮次郎 | 若槻禮次郎 | 若槻禮次郎 | 若槻禮次郎 | 若槻禮次郎 |  |  | 若槻有格 | 若槻有格 | 若槻有格 | 若槻有格 | 若槻有格 | 若槻有格 |  |  | 若槻信成   | 若槻信成 | 若槻信成 | 若槻信成 | 若槻信成 | 若槻信成 |
|              |              |              |              |              |              |  |  | 若槻敬     |        |        |        |        |        |  |  |            |            |            |            |            |            |  |  |          |          |          |          |          |          |  |  |            |          |          |          |          |          |
|              |              |              |              |              |              |  |  |            |        |        |        |        |        |  |  |            |            |            |            |            |            |  |  |          |          |          |          |          |          |  |  |            |          |          |          |          |          |
| 若槻待齢     | 若槻待齢     | 若槻待齢     | 若槻待齢     | 若槻待齢     | 若槻待齢     |  |  |            |        |        |        |        |        |  |  | 若槻徳子   | 若槻徳子   | 若槻徳子   | 若槻徳子   | 若槻徳子   | 若槻徳子   |  |  | 繁子     | 繁子     | 繁子     | 繁子     | 繁子     | 繁子     |  |  |            |          |          |          |          |          |
| 若槻待齢     | 若槻待齢     | 若槻待齢     | 若槻待齢     | 若槻待齢     | 若槻待齢     |  |  |            |        |        |        |        |        |  |  |            | 若槻徳子   | 若槻徳子   | 若槻徳子   | 若槻徳子   | 若槻徳子   |  |  | 繁子     | 繁子     | 繁子     | 繁子     | 繁子     | 繁子     |  |  |            |          |          |          |          |          |
|              |              |              |              |              |              |  |  | ナミ子     | ナミ子 | ナミ子 | ナミ子 | ナミ子 | ナミ子 |  |  |            |            |            |            |            |            |  |  |          |          |          |          |          |          |  |  | 隆子       | 隆子     | 隆子     | 隆子     | 隆子     | 隆子     |
|              |              |              |              |              |              |  |  | ナミ子     | ナミ子 | ナミ子 | ナミ子 | ナミ子 | ナミ子 |  |  |            |            |            |            |            |            |  |  |          |          |          |          |          |          |  |  | 隆子       | 隆子     | 隆子     | 隆子     | 隆子     | 隆子     |
|              |              |              |              |              |              |  |  |            |        |        |        |        |        |  |  |            |            |            |            |            |            |  |  | 田原和男 |          |          |          |          |          |  |  |            |          |          |          |          |          |
|              |              |              |              |              |              |  |  |            |        |        |        |        |        |  |  |            |            |            |            |            |            |  |  |          |          |          |          |          |          |  |  | 森永貞一郎 |          |          |          |          |          |

## 関連作品
映画
- 『激動の昭和史 軍閥』（1970年、演：佐々木孝丸）
- 『金子文子と朴烈（パクヨル）』（2017年、演：金淳次）

テレビドラマ
- 『男子の本懐』（1981年・NHK長時間ドラマ、城山三郎原作、演：竜崎勝）